# 洛獄
洛獄（らくごく）は、北宋後期の新法・旧法の争いの中で発生した疑獄事件の一つ。同時期に発生した同文館の獄とともに、新法党による旧法党に対する弾圧事件とされている。

## 前史
元祐8年（1093年）、哲宗の祖母で司馬光・呂公著・呂大防ら旧法派の補佐を受けて垂簾聴政を行ってきた宣仁太后が没し、哲宗が親政を行うと父の神宗の時代の政治を復活させようとする「紹述」の動きが強まり、哲宗も章惇・李清臣・蔡卞ら王安石の新法を支持していた新法派を復権させ、彼らは次々に要職に就任していった。彼らは旧法派政権下で徹底した糾弾と追放処分を受けたことに対する報復として今度は旧法派を糾弾と追放処分することにした。
既に死去していた司馬光や呂公著に対しては贈諡や生前の官職の剥奪などが、健在であった呂大防・蘇轍・劉摯・劉安世らを左遷し、弾圧が最高潮に達した紹聖4年（1097年）には生存者は嶺南など辺境の下級官人として配流同然の状態に置かれることになった。その主な理由として、司馬光ら旧法党政権の首脳らが宣仁太后のために哲宗を退位させて宣仁太后所生の皇子である徐王趙顥を擁立しようとした容疑が挙げられ、それに該当させるのが無理な人々には元祐4年（1089年）に宣仁太后が哲宗お気に入りの女官を宮廷から追放した事件に関連して太后に女官を讒言した容疑が挙げられた。
こうした状況の中で、旧法党による陰謀と称せられる告発が相次いで発生する。その最初のものが当時「河南府」と称されていた洛陽を舞台とする洛獄であった。

## 概要
紹聖4年（1097年）8月、先の旧法党政権において糾弾され、配流先にて死去した蔡確の弟の蔡碩は娘婿の文康世より、秘閣校理の劉唐老が旧法派の重鎮文彦博の子である文及甫に対して「政変が起こり、宰相は族滅、執政は晒首、侍従は配流されるだろう」と述べたことを聞かされた。驚いた蔡碩はこれを章惇・蔡卞ら新法派政権の打倒計画であると考え、直ちに蔡卞の兄である翰林学士の蔡京に知らせた。続いて、他の者からも類似の話が報告され、更に新法党政権復活の立役者でありながらその後知河南府に左遷されていた李清臣も関与しているという話が広まった。このため、哲宗は周秩を派遣して劉唐老・文及甫らを取り調べさせたのである。
その結果、劉唐老が現在の政権に不満を持ち、「大臣を誅したい」と発言した事実は確認できたものの、それ以上の具体的な行動は確認されできなかった。更に直後に発生した同文館の獄の方に朝廷の関心が向いたことから、最終的に劉唐老の失言とされ、12月に劉唐老と李清臣が左遷されただけで終わった（ただし、後者は翌年1月に前職復帰が許される）。
洛獄そのものは大した事件ではなかったものの、同事件に関連して訴え出た蔡碩の取り調べが同文館の獄のきっかけとなるなど、その後の新法党による旧法党弾圧に大きな影響を与えた。